# Велика Остружња
Велика Остружња је краћа саставица ријеке Мале Усоре. Настаје спајањем Марковића ријеке и Злате на локалитету Остјењак. Дуга је 7,5 килеметара. Са Усорицом се спаја на локалитету Врана стијена на подручју насеља Прибинић у сјеверезопадном подножју планине Борје, гдје заједно чине Малу Усору.

## Одлике
Настаје на надморској висини од 450 метара, а са Великом Остружњом се спаја на надморској висини од 330 метара. Средњи пад терена је 1,6%, а укупан пад од извора до ушћа износи 120 метара. У свом горњем току протиче кроз брдовите предјеле обрасле шумом а у доњем кроз равницу. Њена просјечна дубина је 20 цм, док на појединим мјестима њени вирови достижу дибину до 1,5 метар.